# 1925 في مصر
فيما يلي قوائم الأحداث التي وقعت خلال عام 1925 في مصر.

## رياضة
- 1 يناير – نهائي كأس مصر 1925

## ظهور
- 1 يناير – المصرية مجلة مصرية.
- 1 يناير – المصور
- 1 يناير – روز اليوسف

## مواليد

### يناير
- 15 يناير – فؤاد مرسي
- 24 يناير – إبراهيم عبد ربه ملاكم مصري.
- 27 يناير – صوفي أبو طالب سياسي مصري.

### مارس
- 9 مارس – محمود فياض ربّاع مصري.
- 14 مارس – عبد الهادي الجزار رسام مصري.

### أبريل
- 19 أبريل – جلال توفيق مخرج مسرحي مصري.

### يونيو
- 9 يونيو – نيللي مظلوم ممثلة مصرية.

### أغسطس
- 29 أغسطس – أحمد سعيد مذيع مصري اشتهر في حقبة الخمسينات والستينات من القرن العشرين.

### أكتوبر
- 17 أكتوبر – إيهاب حسن
- 22 أكتوبر – عمر شرف دبلوماسي مصري.
- 24 أكتوبر – بوب عزام مغني لبناني.
- 25 أكتوبر – حسين نصار أديب ومؤلف ومحقق ومترجم مصري.